# Was ist Autorität?
Was ist Autorität? (Titel der parallel entstandenen englischen Fassungen: What Was Authority?, What Is Authority?) ist ein Essay, den Hannah Arendt in mehreren inhaltlich leicht voneinander abweichenden Fassungen geschrieben hat, von denen die erste im Februar 1956 in deutscher Sprache in der Zeitschrift Der Monat veröffentlicht wurde.
Ausgangspunkt des Essays ist Arendts Kritik an einer Erosion des trennscharfen Denkens, die sie in zeitgenössischen Diskursen der Sozialwissenschaften beobachtet, insbesondere beim Schreiben über Autorität, die, wie sie aufweist, oft ungenau mit Macht und Gewalt gleichgesetzt wird. Dieser Begriffsverwischung setzt sie in dem Essay eine detaillierte Rekonstruktion des Autoritätsbegriffs entgegen, der wesentlich von Platon vorgedacht und in der römischen Antike als Auctoritas erstmals zur politischen Praxis wurde, bevor die christliche Kirche das Konzept von dort direkt übernommen, zur Vollentwicklung gebracht und als einzige gesellschaftliche Institution bis in die Gegenwart bewahrt hat. Arendt weist dabei auf eine enge Verzahnung von Tradition, Religion und Autorität hin, die in der politischen Sphäre ohne einander nicht existieren können.
Der Essay bildet eine der wichtigsten Stationen in einem in den 1930er Jahren entstandenen Diskurs, dessen Teilnehmer sich – in expliziter Abgrenzung sowohl von konservativen als auch von fortschrittsoptimistischen liberalen Positionen – um die Entwicklung einer demokratischen Autorität bemühen.

## Inhalt
Die vier Fassungen des Essays, die Hannah Arendt zwischen 1956 und 1961 veröffentlicht hat, weisen inhaltliche Abweichungen ab. Der folgenden Zusammenfassung liegt die deutsche Fassung zugrunde, die 1957 in dem Sammelband Fragwürdige Traditionsbestände erschienen ist.

### Begriffsbestimmung

#### Was Autoritätnichtist

Ein Schuhabsatz ist kein Hammer und Autorität ist nicht Zwang.

Arendt grenzt Autorität explizit von Macht, Gewalt und Zwang ab, wobei sie die Begriffe Macht und Gewalt hier noch in einem vorläufigen Sinne gebraucht und nicht im Sinne der scharfen Definition, die sie später, in ihrem 1970 erschienenen Essay Macht und Gewalt, eingeführt hat. Autorität habe, so schreibt Arendt, mit (nicht legitimierter) Macht, mit Gewalt und mit Zwang gemeinsam, dass sie stets mit dem Anspruch auf Gehorsam auftrete. Mit allen dreien werde sie darum oft verwechselt. Dahinter stecke die (falsche) Logik, dass aus den zwei Prämissen:
- Autorität führt Gehorsam herbei
- Zwang führt Gehorsam herbei

gefolgert werde, dass Autorität eine Art Zwang sein müsse. Arendt führt diesen Syllogismus ad absurdum, indem sie ihn mit einem zweiten vergleicht, bei dem aus den beiden Prämissen:
- mit dem Absatz eines Frauenschuhs kann ein Nagel eingeschlagen werden
- mit einem Hammer kann ein Nagel eingeschlagen werden

die Schlussfolgerung gezogen wird, ein Schuhabsatz sei ein Hammer.
Von Macht und Gewalt unterscheidet Autorität sich insofern, als sie den Gebrauch jeglichen Zwanges ausschließt: „[…] wo Gewalt gebraucht wird, um Gehorsam zu erzwingen, hat Autorität immer schon versagt.“
Weil Autorität etwas anderes ist als Zwang oder Gewalt, widerspricht Arendt auch der – sowohl im Liberalismus als auch im Konservativismus verbreiteten – Auffassung, dass moderne Diktaturen (zeitgenössische Diktatoren waren  z. B. Franco, Mao, Stroessner) und totalitäre Herrschaftsformen mit autoritärer Herrschaft gleichzusetzen seien. Arendt bezieht sich bei ihrer Kritik der Assoziation von Autorität mit Faschismus nicht explizit auf das Institut für Sozialforschung und die Frankfurter Schule; sie konnte bei ihren Lesern jedoch als bekannt voraussetzen, dass der Begriff der Autorität eben dort – besonders durch Erich Fromms und Theodor W. Adornos Arbeiten über den autoritären Charakter – in die Nähe zu „faschistischem Denken“ geraten ist.

#### Was Autorität ist
Während Gewalt nie legitim ist und Macht legitim oder illegitim sein kann, legitimiert autoritäre Herrschaft ihre Autorität immer, und zwar durch Berufung auf eine Quelle, die nicht von denjenigen geschaffen wurde, die Autorität gerade ausüben: etwa auf das Naturrecht, auf die Gebote Gottes oder auf uralte Bräuche.
Die autoritäre Ordnung ist eine hierarchische Ordnung, „deren Legitimität beide Parteien [die befehlende und die gehorchende] anerkennen und die jedem von ihnen seinen von ihr vorbestimmten, unveränderten Platz anweist.“ Während die Mitglieder egalitärer Ordnungen mit Argumenten arbeiten, also mit dem Versuch, das Verhalten anderer durch Überzeugen zu beeinflussen, ist Autorität mit Überzeugen nicht vereinbar; Argumentieren setzt Autorität außer Kraft.

### Autorität, konservativ und liberal gesehen
Arendt unterscheidet eine konservative und eine liberale Sicht auf Autorität. Der Konservatismus beruft sich auf „Autorität überhaupt“, will aber, um Katastrophen abzuwenden, die aus einer zügellos gewordenen Freiheit zu erwachsen drohen, „zumeist eine ganz spezifische Autorität restaurieren“. Beiläufig bemerkt Arendt, dass ausschließlich in konservativen Ideologien der Versuch unternommen werde, das Beispiel der Erziehung durch Autorität ins Politische zu übertragen. Sie selbst distanziert sich von beiden Sichtweisen – der konservativen ebenso wieder liberalen –, hält die Sicht des Konservatismus aber gleichzeitig für die unerheblichere (weil weniger verbreitete) und die schädlichere, da nur von seiner Seite die Gefahr drohe, „eine Ersatzautorität in Form von Zwangsherrschaft heraufzubeschwören, also die Freiheit zu beschneiden unter der Vorgabe, daß es ohne Gewalt, Autorität genannt, nicht geht.“
Dem Liberalismus ist, so schreibt Arendt, der Optimismus eigen, dass die moderne Geschichte eine Geschichte des Fortschritts sei, welcher, sofern er nicht behindert werde, aus einer inneren Dynamik heraus zum Abbau von Autorität und damit zum Gewinn von Freiheit strebe. Weil er davon überzeugt ist, dass alle Macht korrumpiert, setzt er Autorität, Macht und Gewalt gleich. Dabei gehe der Liberalismus davon aus, „daß jeder Autoritätsverlust […] von einer neugewonnenen Freiheit aufgewogen werde“. Dabei übersehe er jedoch, wie Arendt kritisiert, die „Unterschiede zwischen einer autoritär beschränkten Freiheit, der tyrannischen Abschaffung der politischen Freiheit und der totalen Elimination jeder Spontaneität, wie wir sie nur in totalitär beherrschten Ländern finden.“ Tyrannische oder totalitäre Herrschaft habe aber nichts mit Autorität zu tun. In einem autoritär geleiteten Gemeinwesen begrenze die Autorität die Freiheit zwar; wenn sie sie gänzlich abschaffen wollte, würde sie aber zur Tyrannei und verlöre damit ihre Substanz. Einen Gewinn an Freiheit durch fortschreitenden Bedeutungsverlust von Autorität sieht Arendt schon allein darum nicht, weil sie – parallel zum Bedeutungsschwund von Autorität – einen Bedeutungsverlust auch von Freiheit im überlieferten Wortsinne konstatiert. Ihre Mahnung, den Freiheitsbegriff philosophisch neu zu fassen, erfolgt unter dem Eindruck, dass die Menschheit in der Gegenwart zum ersten Mal die Möglichkeit erlangt hat, Freiheit dafür zu missbrauchen, das organische Leben auf der Erde zu vernichten.
Die Freiheit zählt zu den zentralen Begriffen in Arendts politischem Denken; einschlägig hat sie sich damit etwa in ihrem Vortrag Freedom and Politics (1960), ihrem Essay What Is Freedom (1961) und ihrem erst postum veröffentlichten Essay Die Freiheit, frei zu sein beschäftigt.

### Ideengeschichte der Autorität
Wie Arendt bereits am Eingang des Essays betont, ist ihr Ziel nicht eine Neudefinition, sondern vielmehr eine Rekonstruktion des in der Philosophiegeschichte bereits hinlänglich definierten, gegenwärtig offenbar aber wieder unklar gewordenen Autoritätsbegriffes; diesem schließt sich eine kleine Geschichte der Idee der Autorität an.

#### Antikes Griechenland

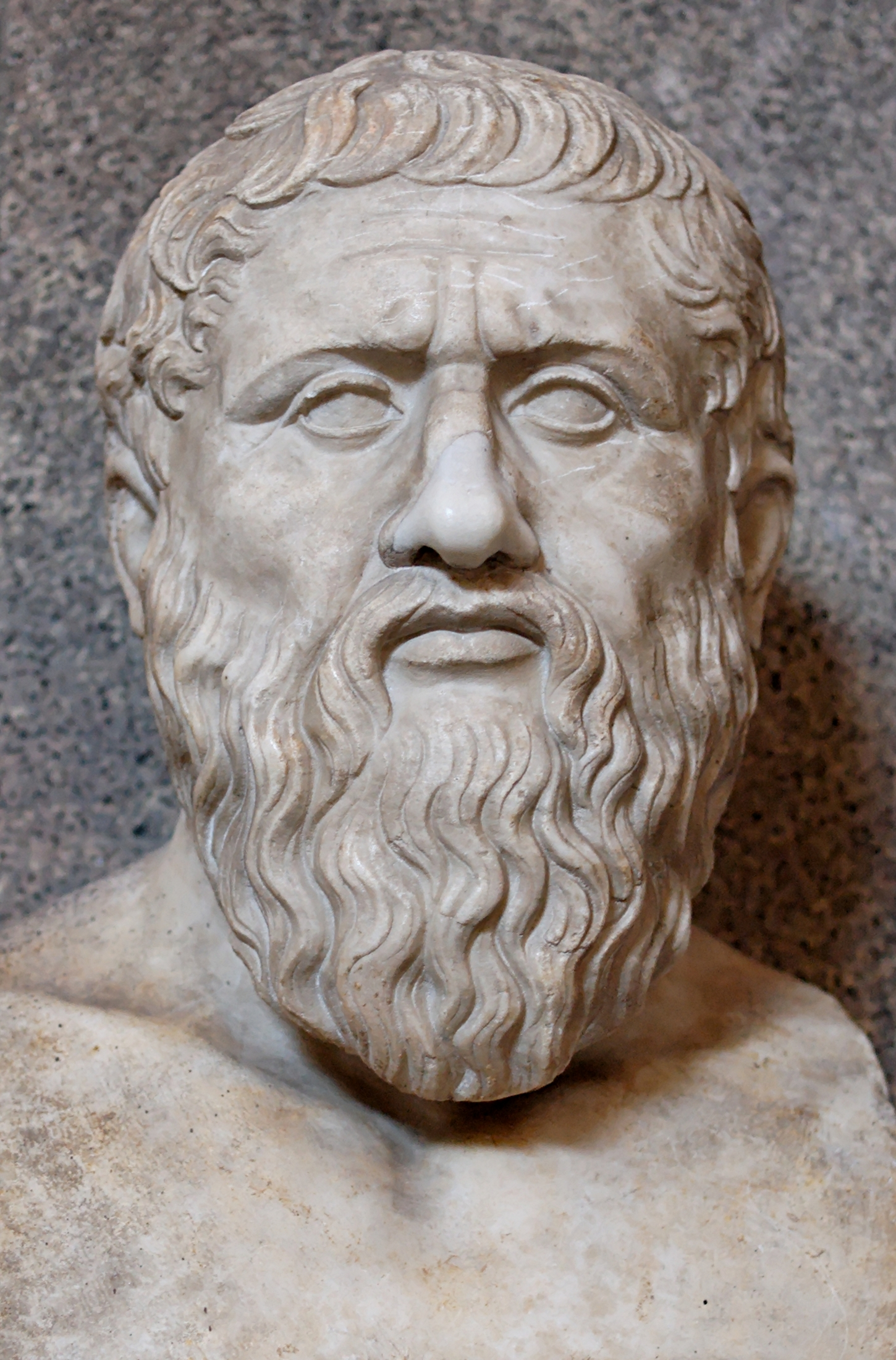
Platons theoretische Grundlegung der Autorität fand im antiken Griechenland noch keine praktische Anwendung, wurde in späteren Jahrhunderten aber überaus einflussreich.

Der erste Philosoph, auf den Arendt sich dabei beruft, ist Platon. Die griechische Antike kannte Gehorsam als den Gehorsam vor einem Tyrannen, und als den Gehorsam vor einem Heerführer und als den Gehorsam vor einem Haushaltsvorstand (δεσπότης, despotes). Angesichts der Verwahrlosung der Athenischen Polis war Platon im 4. Jahrhundert v. Chr. auf der Suche nach einer Regierungsform, die weder – wie die innenpolitischen Angelegenheiten in der Polis – in Überredung (πειδειν, peithein) noch – wie in der Außenpolitik – in Gewalt (βια, bia) bestand. Die Modelle, von denen er sich bei der Entwicklung einer alternativen Herrschaftsform leiten ließ, entnahm er der Sphäre dessen, was in Griechenland als privat galt: der Beziehung zwischen dem Steuermann eines Schiffes und den Passagieren, dem Arzt und seinen Patienten, dem Hirten und seiner Herde, dem Herrn und den Sklaven; allen gemeinsam ist, dass die Gehorchenden deshalb gehorchen, weil der Befehlende entweder überragende Sachkunde besitzt oder einer anderen Kategorie von Lebewesen angehört (was nach griechischer Auffassung auch für das Verhältnis von Herrn und Sklaven galt). Was Platon interessierte, war die Idee einer Herrschaft, die deshalb weder eine Machtergreifung noch Zwangsmittel brauche, weil sie in der Hierarchie zwischen Befehlendem und Gehorchendem von vornherein begründet sei; er kam hier dem späteren Konzept der Autorität näher als jeder andere griechische Philosoph. Er schlug dann – letztlich in seiner Ideenlehre begründet und utopisch – eine Herrschaft des Gesetzes bzw. der Vernunft vor, deren Repräsentant für ihn der Philosoph war.

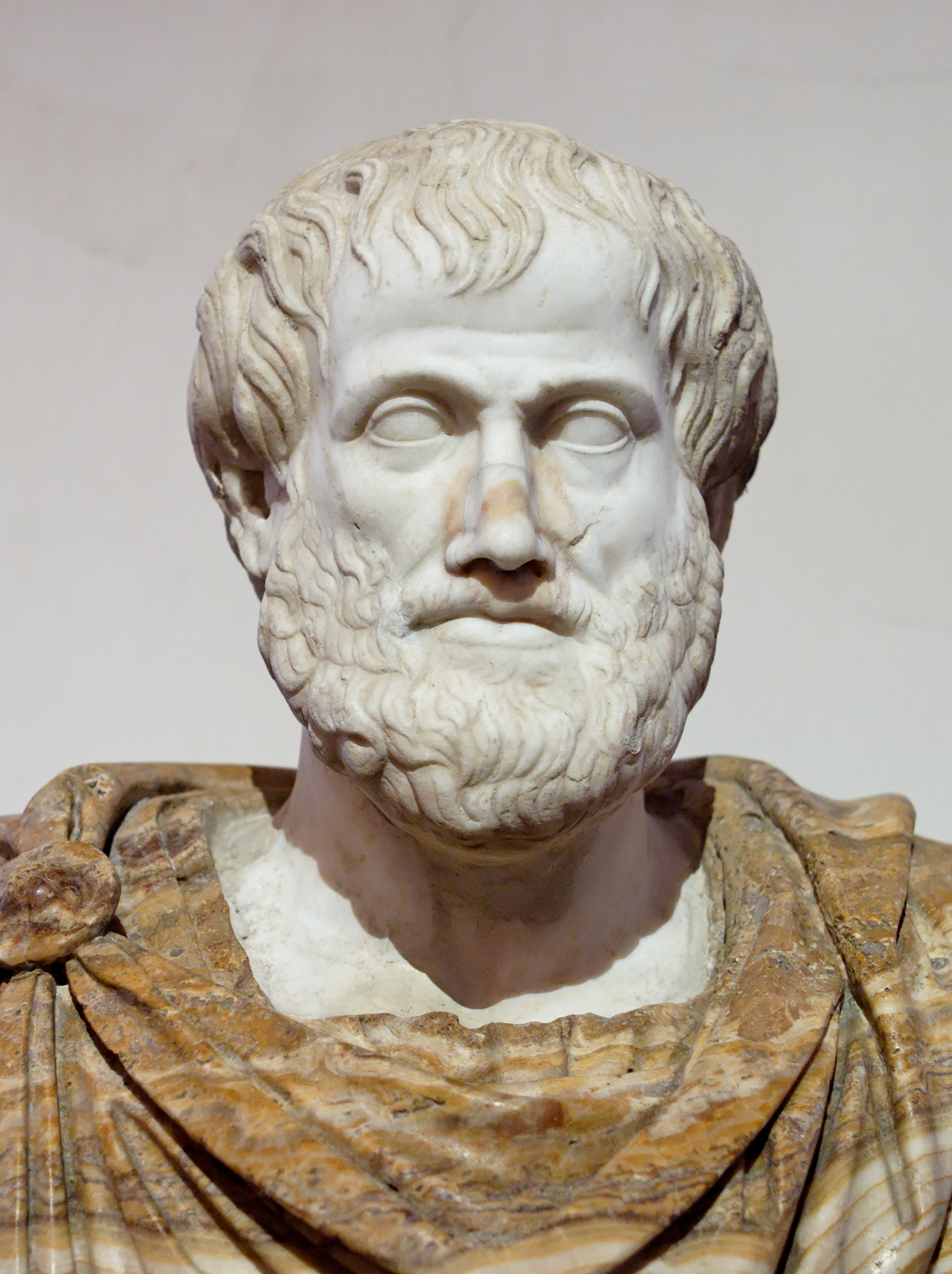
Auch Aristoteles’ theoretische Überlegungen haben spätere Autoritätskonzepte stark geprägt.

Einen von diesem Ansatz deutlich abweichenden Versuch, etwas wie Autorität theoretisch zu begründen, unternahm Platons Schüler Aristoteles. Dieser war überzeugt, dass in jedem politischen Gemeinwesen gewisse Hierarchien, in denen einige Menschen herrschen und andere beherrscht werden, von Natur aus gegeben seien. Sein Bekenntnis, dass die Polis eine Gemeinschaft von Gleichen sei, stand hierzu in keinerlei Widerspruch, denn nur Haushaltsvorsteher konnten sich zusammenfinden, um eine Polis zu bilden; in dieser gebe es dann kein Herrschen und Beherrschtwerden mehr. In charakteristischem Widerspruch zu heutigen Auffassungen ging Aristoteles davon aus, dass Herrschaft in der privaten Sphäre notwendig sei, um das Überleben und den Fortbestand der Gattung zu gewährleisten (Herren etwa werden von vielen physischen Lebensnotwendigkeiten durch die Arbeitsleistung ihrer Sklaven befreit); in der politischen Sphäre, die erst betreten werde, wenn das Am-Leben-Bleiben sichergestellt und für das Individuum damit die Freiheit entstanden sei, sich auch einem Gut-Leben zuzuwenden, habe Herrschaft dagegen gar keine Funktion mehr. Wie Platon vor ihm, wollte aber auch Aristoteles in die Regelung öffentlicher Angelegenheiten und das Leben der Polis eine Art Autorität einführen und wies als Beispiel auf „die von der Natur selbst ja vorgezeichnete Unterscheidung zwischen Älteren und Jüngeren“ hin. Arendt kritisiert, dass dieses Beispiel für die Etablierung eines Herrschaftsverhältnisses in der Politik denkbar ungeeignet sei, da erstens erzieherische Autorität mit Herrschen überhaupt nichts zu tun habe und da man es zweitens im Bereich des Politischen immer schon mit fertig erzogenen, erwachsenen Menschen zu tun habe.
Dass Platons und Aristoteles’ theoretische Anregungen in Griechenland nicht in die Praxis überführt wurden, erklärt Arendt damit, dass die Zeitgenossen mit dem Konzept „Autorität“ nur aus der nicht-politischen Sphäre vertraut waren und sich nicht vorstellen konnten, wie es in der Politik könnte Anwendung finden.

#### Antikes Rom
Als die früheste abendländische Gesellschaft, in der das politische Handeln und Zusammenleben tatsächlich unter der Kategorie der Autorität gestanden hat, nennt Arendt das Römische Reich, wo nicht nur das Phänomen selbst, sondern auch das Wort zum ersten Mal erscheint. In Rom fielen die Anregungen insbesondere von Platon deshalb auf fruchtbaren Boden, weil im politischen Leben der Römischen Republik – anders als in Griechenland – Autorität und Tradition bereits eine entscheidende Rolle spielten. Die Ahnen – insbesondere die Gründer der „ewigen Stadt“ Rom, aber auch die griechischen Denker – galten den Römern als höchste Autorität, als maiores per definitionem. Ihre Ahnenverehrung und die Überzeugung, dass „die Ahnen für jede nachfolgende Generation unbedingt das Vorbild des Großen überhaupt abgeben müssen“, erlaubte es dann auch, dass Autorität im politischen Sinne in Rom erzieherischen Charakter gewinnen konnte.

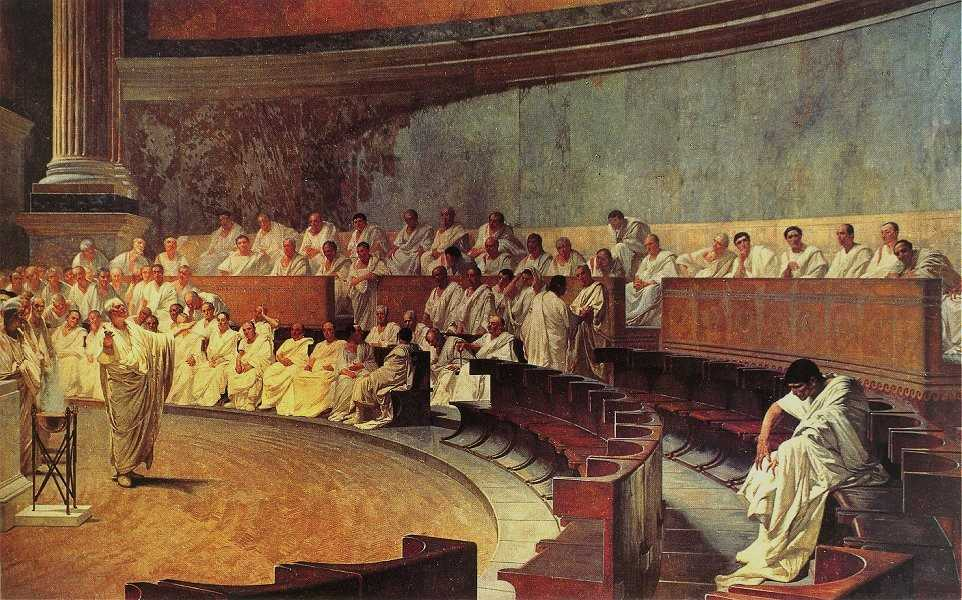
Der römische Senat, Gemälde von Cesare Maccari (1880)

Das Wort „Autorität“ entstand in diesem Kontext als Ableitung des Verbs augere („vermehren“), „und was Autorität oder diejenigen, die Autorität verwalten, beständig vermehren, ist die Gründung“: dasjenige, was auf die von den Ahnen geschaffenen Fundamente Roms aufgebaut wird. Die Gründer, die auch als Stifter gesehen wurden, haben hier trotz aller Autorität, die ihnen zugebilligt wurde, schon deshalb keine Macht ausgeübt, weil sie gar nicht mehr unter den Lebenden weilten.
Innerhalb der Politik saß die Autorität im Senat, der keine Macht ausübte (diese lag in der Zeit der Römischen Republik beim Volke und später beim Kaiser), sondern Ratschläge erteilte, die aufgrund der Autorität der Senatoren als bindend empfunden wurden; er hatte weder Befehlsmacht noch Gewaltmittel, um seine Ratschläge durchzusetzen, und bedurfte beider auch nicht. Im Religiösen entsprach der Autorität des Senats die der Auspizien bzw. der Auguren, die die Auspizien durchführten, wobei eine Besonderheit der römischen Götter darin bestand, dass auch diesen Autorität, aber nicht Macht über die Menschen zugeschrieben wurde. Das Bedürfnis der Römer, in allem immer wieder auf den Gründungsmythos und die Gründerväter zurückzugehen, ging so weit, dass sie selbst die Autorität der Götter an die Gründung Roms geknüpft sahen.
Tradition und Autorität waren in Rom insofern deckungsgleich, als die Autorität deshalb bei den Alten (Senat bedeutet „Ältestenrat“) lag, „weil sie den Ahnen näher gerückt waren und in der Gegenwart die Vergangenheit lebendig darstellten“.  Arendt ging hier von Theodor Mommsen aus, der in seinem Standardwerk über das Römische Staatsrecht (1871–1888) die Auctoritas senatus als ein Mittelding zwischen Ratschlag und Befehl beschrieben hatte. Einen weiteren Anlauf, den Inhalt der römischen Auctoritas genau zu bestimmen, hatte 1925 Richard Heinze unternommen.

#### Römisch-katholische Kirche

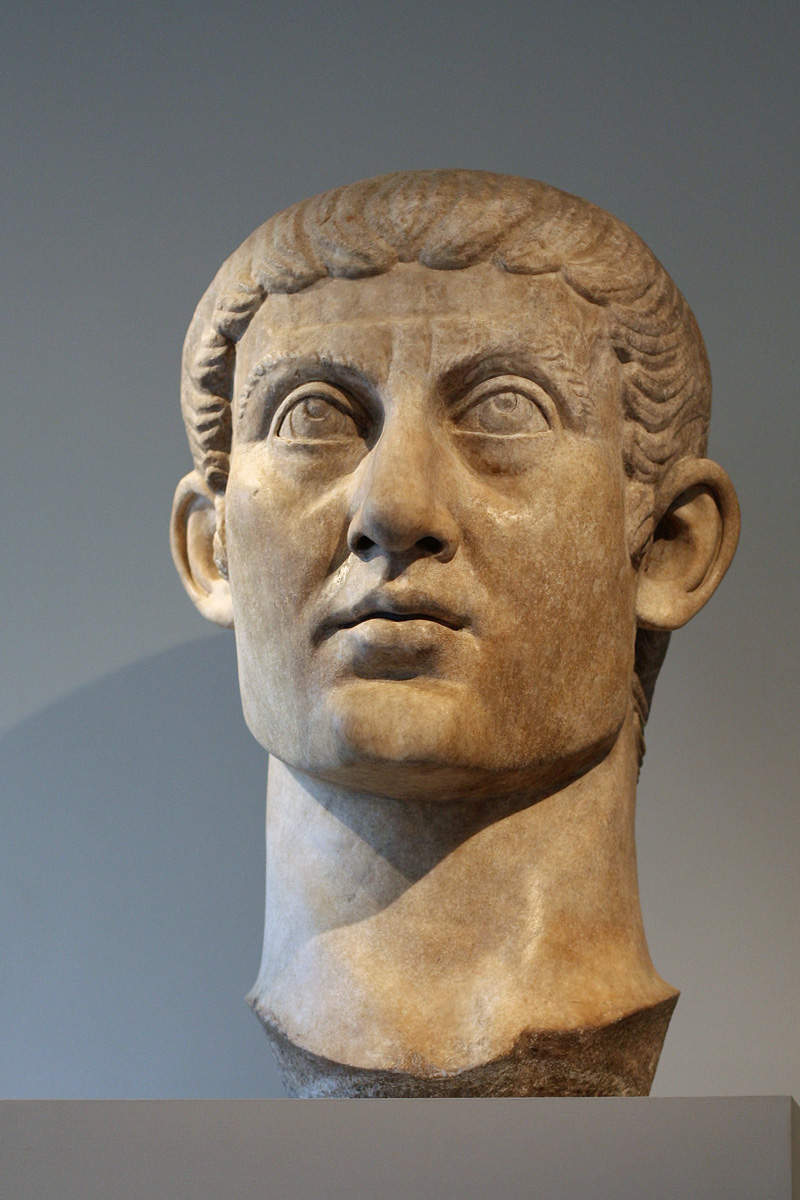
Kaiser Konstantin schuf im 4. Jahrhundert die Voraussetzungen, die es der christlichen Kirche erlaubten, auch politisch in den Sattel zu kommen.

Der christliche Glaube, wie er dem heutigen Leser noch im Neuen Testament und im gesamten frühchristlichen Schrifttum begegnet, war in seinem Ursprung dezidiert anti-politisch und anti-institutionell. Dies änderte sich, als die christliche Kirche nach dem Untergang des Römischen Reiches unter der Förderung durch Konstantin den Großen das politische und geistige Erbe Roms übernahm und „die Auferstehung Christi zum Eckstein einer neuen Gründung machte“. Durch die neue Verbindung mit dem Bewusstsein einer Bürgerschaft änderten sich, u. a. durch die Beiträge von Augustinus, auch die Inhalte des Glaubens: Die Apostel galten nicht mehr nur als Zeugen der Auferstehung Christi, sondern nun infolge dieser Zeugenschaft auch als Gründer, „von denen die Kirche ihre eigene Autorität bezieht, solange sie ihr Zeugnis als Tradition von Generation zu Generation weitergibt.“. Die christliche Kirche hat die platonische Philosophie dabei nicht nur von den Römern übernommen, sondern als erste Institution auch deren volle politische Wirksamkeit entfaltet. „Insofern die Katholische Kirche griechische Philosophie dem Gebäude ihrer Lehren einverleibte, amalgamierte sie den römischen politischen Begriff von Autorität, der sich unausweichlich auf einen Anfang, eine Gründung in der Vergangenheit bezog, mit dem griechischen Bedürfnis für transzendierende Maßstäbe und Richtlinien, ohne welche nun eine politische Ordnung im allgemeinen so unmöglich schien wie ein sicheres Urteilen im einzelnen.“ Wie das 1 ½ Jahrtausende bestehende römische Reich verdanke, so schreibt Arendt, auch das Christentum seine Permanenz der „Trinität von Religion, Autorität und Tradition“, wobei diese drei Elemente einander bedingen und, um fortzubestehen, aufeinander angewiesen seien.
Die katholische Kirche ist die einzige gesellschaftliche Institution, in der Arendt Autorität auch in der Gegenwart noch am Wirken sieht.

#### Machiavelli

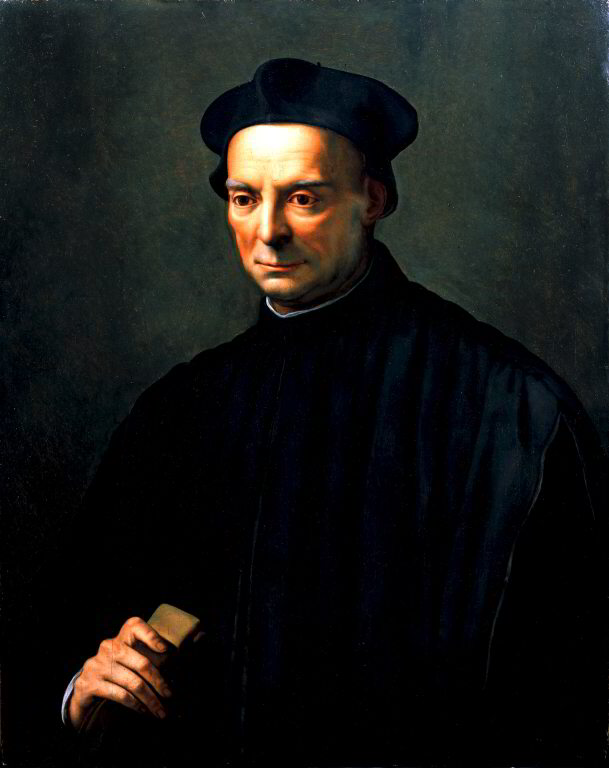
Niccolò Machiavelli (1469–1527), Gemälde von Ridolfo Ghirlandaio

Den gesamten fünften und letzten Abschnitt des Essays hat Arendt den Überlegungen gewidmet, die Niccolò Machiavelli zum Thema beigetragen hat. Machiavelli interessiert sie an dieser Stelle deshalb, weil er als einziger politischer Denker der Neuzeit dem Begriff der Gründung eine zentrale Rolle zugebilligt hat. Machiavelli hat sich speziell mit einem Typ von Gründung beschäftigt, nämlich der Revolution – einem Phänomen, das in der Geschichte noch gar nicht existierte, als dessen erster wichtiger Theoretiker er jedoch hervortrat. Machiavellis Ausgangspunkt war seine Kritik an der zeitgenössischen Kirche gewesen, der er vorwarf, dass die Berührung mit dem politischen Bereich sie korrumpiert habe. Als Gegenmaßnahme schlug er vor, die römische Erfahrung – die von christlicher Frömmigkeit ebenso weit entfernt war wie von griechischer Philosophie – wiederzubeleben durch die Gründung eines geeinten Italiens, analog zur Gründung Roms. Anders als die Römer, für die ihre Gründung ja schon ein Ereignis der Vergangenheit war, und ähnlich wie Robespierre (der eine Republik herstellen wollte) sah Machiavelli das Gründen als ein erst noch zu erreichendes Ziel der Politik, für das alle Mittel – auch Terror und Gewalt – gerechtfertigt seien. Vom römischen Denken wich Machiavelli in diesem Punkte stark ab. Arendt sieht Machiavellis zentrale Leistung darin, dass er die im Untergang der Dreieinigkeit von Autorität – Tradition – Religion bestehende Krise der Moderne („Untergang des Abendlandes“) vorausgeahnt und als Gegenmittel das Gründen durch Revolution propagiert habe.
Gegen Machiavellis Programm wendet Arendt ein, dass zumindest im 20. Jahrhundert alle Revolutionen entweder in totalitärer Herrschaft oder in Tyrannei geendet haben. In keinem einzigen Falle sei durch Revolution eine neue Autorität geschaffen worden: „Was sich in unserer Zeit durchzusetzen pflegt, ist nicht die Gründung, sondern die Gewalt.“ Als Beispiel für eine erfolgreiche Revolution erwähnt sie der Vollständigkeit halber aber die Amerikanische Revolution, die im 18. Jahrhundert zur Unabhängigkeit der Vereinigten Staaten geführt hat, deren politische Struktur seit ihrer Gründung trotz aller Herausforderungen eine „erstaunliche Stabilität“ bewiesen habe.
Revolutionen waren eines der Kernthemen in Arendts Denken; ausführlicher hat sie sich damit in ihrem 1963 erstmals erschienenen Buch Über die Revolution beschäftigt.

#### Autoritätsverlust
Ausgangspunkt von Arendts Überlegungen ist ihre Beobachtung, dass Autorität im Sinne der Definition, die sie in ihrem Essay geben wird, in der Gegenwart nicht mehr existiere. Als Kontext des Verlusts von Autorität benennt sie den „radikale[n] Zweifel nicht an der Legitimität gerade herrschender Gewalten, sondern an der Legitimität von Autorität überhaupt“. Dabei geht sie von einer Trias Tradition – Religion – Autorität aus, die in den letzten Jahrhunderten insgesamt erschüttert worden sei, wobei die Autorität sich als das stabilste Element erwiesen habe.
Arendt widerspricht der Auffassung, dass die totalitären Herrschaftsapparate (Nationalsozialismus, Italienischer Faschismus, Stalinismus usw.) die traditionell gesicherten Autoritäten zerstört haben, sondern ist davon überzeugt, dass die totalitären Bewegungen umgekehrt in vielen Ländern sehr geschickt das Vakuum genutzt haben, das mit dem Autoritätsverlust entstanden ist.

### Randthemen des Essays
Zwei weitere Themen des Essays, die Arendt hier eher beiläufig mitbehandelt, sind ihre Kritik an der in den Sozialwissenschaften oft praktizierten Funktionalisierung und der Stellenwert der Autorität in der Erziehung.

#### Funktionalisierung
Die von Arendt kritisierte Gleichsetzung von Autorität und Zwang entspricht in der Logik den Definitionskriterien für eine fehlerhafte Analogie. Dass Sozialwissenschaftlern ein solcher defekter Syllogismus hat unterlaufen können, hält sie jedoch nicht für einen einmaligen Fall von intellektueller Nachlässigkeit, sondern für das Anzeichen eines tieferen strukturellen Problems des Faches: einer Neigung zum Funktionalisieren, also dazu, Begriffe und Ideen deshalb gleichzusetzen, weil sie im Hinblick auf den Gesellschaftsprozess vergleichbare Wirkungen hervorbringen. Arendt illustriert dieses Denkmuster, das die Sozialwissenschaften während ihrer Emanzipation von den historischen Wissenschaften adaptiert haben, anhand der in ihrer Zeit weitverbreiteten Meinung, dass der Kommunismus eine „Religion“ sei. Das Interesse der Sozialwissenschaft gelte, so schreibt sie, „prinzipiell nicht dem, was der Kommunismus von sich selbst zu sagen weiß, sei es in Form seiner Ideologie oder in Form seiner Herrschaftsmethoden; ihr Interesse gilt nur dem Funktionieren an sich, und was immer die gleiche Funktion erfüllt, das heißt das gleiche bewirkt, ist für sie daher von vornherein dasselbe. So werden sie zum Beispiel geneigt sein, ein Gesetz als das zu definieren, was zum Gehorsam zwingt, und dann alle Zwangsmaßnahmen mit Gesetzen identifizieren.“

#### Autorität in der Erziehung
Arendt beschreibt Autorität erstens als ein Phänomen der politischen Sphäre und zweitens als „präpolitisches“ Phänomen, wie es in der Erziehung gegeben sei. Die elterliche Autorität über ihre Kinder war in allen historisch bekannten Gesellschaften nicht nur anerkannt, sondern stand sogar so unerschütterlich fest, dass in der politischen Philosophie vielfach der Versuch unternommen worden ist, die als natürlich erkannten Hierarchie zwischen Eltern und Kind ins Politische zu übertragen und als Modell für Herrschaftsverhältnisse zu verwenden (Arendt nennt diese Übertragung „höchst fragwürdig“). Teils angesichts dieser Geschichte, teils weil die Elternautorität mit dem gesunden Menschenverstand zu begründen sei (Kinder werden hilflos und hilfsbedürftig geboren und mit einem defizienten Willen), stuft Arendt Tendenzen der Gegenwart, nicht nur in der politischen Sphäre, sondern auch in der Erziehung jede Autorität abzuschaffen, als „außerordentlich radikal“ ein. Eltern, die keine Autorität ausüben wollen, wirft sie hier vor, es abzulehnen, ihr Kind in die Welt hinzuleiten, die diesem neu und fremd ist – eine Welt, in die sie ihr Kind zwar hineingeboren haben, für die sie aber keine Verantwortung übernehmen.

## Entstehung

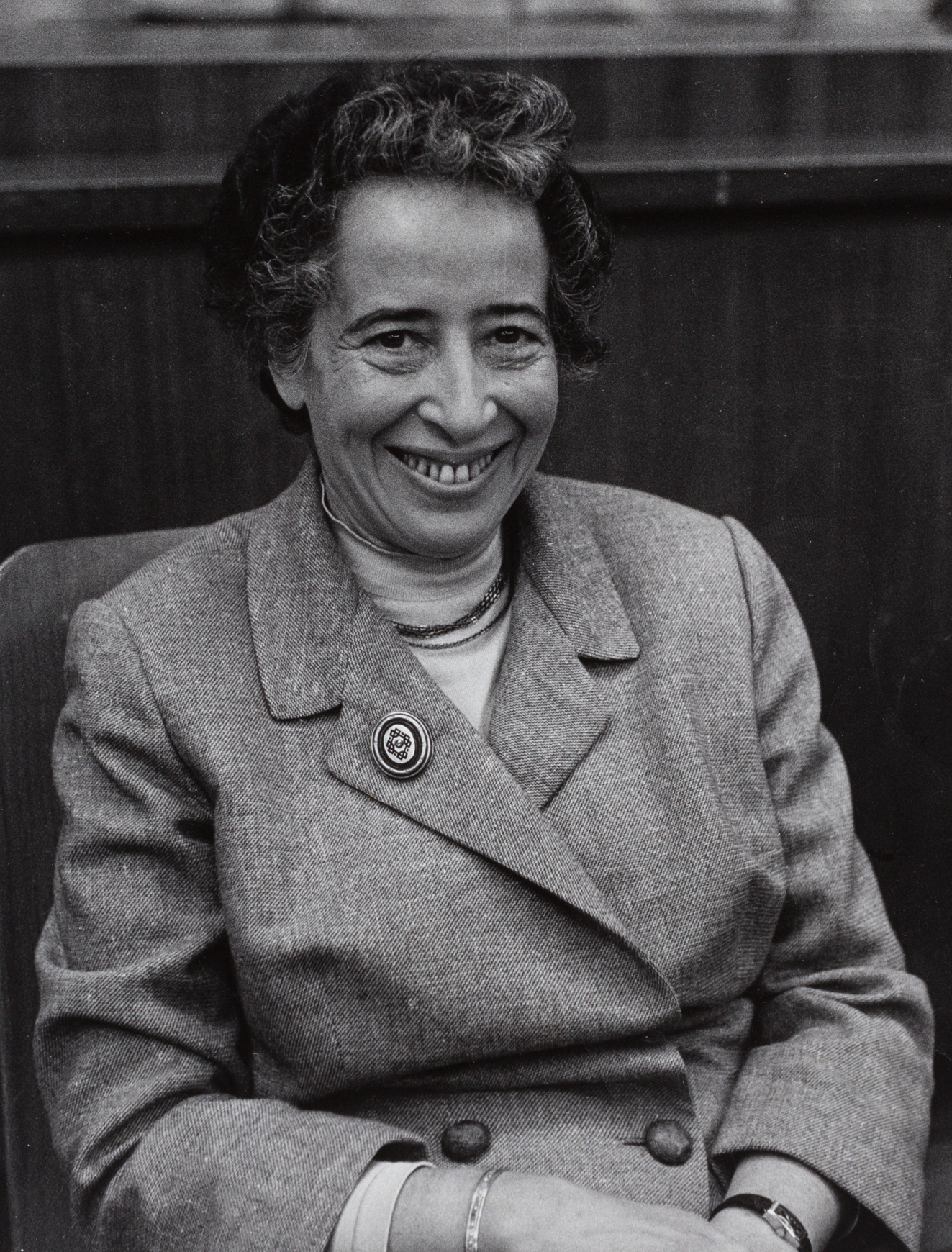
Hannah Arendt (1958)

Ausgangspunkt des Essays war ein Vortrag, den Hannah Arendt unter dem Titel The Rise and Development of Totalitarianism and Authoritarian Forms of Government in the Twentieth Century für eine vom Congress for Cultural Freedom veranstaltete internationale Konferenz in Mailand (12.–17. September 1955) vorbereitet hatte. Der Beitrag wurde als Konferenzpapier verteilt, aber in dieser Form nicht veröffentlicht. Der Vortrag bestand aus drei Teilen: einer Differenzierung der Begriffe der autoritären, der tyrannischen und der totalen Herrschaft; Ausführungen zur Methode (insbesondere einer Kritik der in den Sozialwissenschaften verbreiteten Funktionalisierung, also dem Gleichsetzen von Phänomenen unter funktionalem Gesichtspunkt); einer Begriffsbestimmung von Autorität.
Eine geringfügig überarbeitete Fassung der beiden ersten Teile des Mailänder Vortrags publizierte Arendt 1956 unter dem Titel Authority in the Twentieth Century. Der Essay über Autorität basiert auf dem dritten Teil des Vortrags. Arendt schrieb ihn in vier inhaltlich leicht voneinander abweichenden Fassungen nieder, zwei in englischer, zwei in deutscher Sprache. Die 1961 in dem Sammelband Between Past and Future publizierte Fassung (What Is Authority?) ist gegenüber der vorausgegangenen, 1958 in Nomos publizierten Fassung (What Was Authority?) inhaltlich erweitert. Teilweise unabhängig von diesen beiden englischsprachigen Fassungen schrieb Arendt nacheinander zwei deutschsprachige Fassungen, beide unter dem Titel Was ist Autorität?: eine etwas knappere, die sie 1956 in Der Monat publizierte, und eine ausführlichere, die 1957 in dem Sammelband Fragwürdige Traditionsbestände erschien.

## Geistesgeschichtlicher Kontext und Rezeption
Arendts politisches Nachdenken war dem des fünf Jahre älteren Carl J. Friedrich benachbart, der als deutscher Emigrant von 1926 bis 1966 in Harvard lehrte. Friedrich hat nicht nur wie Arendt Grundlegendes zur Totalitarismustheorie beigetragen, sondern hatte sich, schon seit 1935, wie Arendt auch für Autorität interessiert. Anders als Arendt, die Autorität für ein weitgehend untergegangenes Konzept hielt, sah Friedrich Autorität im Bereich der öffentlichen Verwaltung weiterhin am Werke, wo er sie, wenn sie mit Verantwortung einherging, sehr begrüßte. Arendt erwähnt, dass Friedrich es war, der sie auf die wichtige Autoritätsdiskussion in Theodor Mommsens Römischem Staatsrecht hingewiesen hat.
Noch engere Parallelen weist Arendts Essay zu Gedanken auf, die der russisch-französische Philosoph Alexandre Kojève in seinem 1942 publizierten Essay La Notion d'autorité dargelegt hatte. Beide – Kojève und Arendt – suchten eine Neubegründung demokratischen Denkens im Zeichen des Autoritätsbegriffes, wobei der Diskurs, den sie mit ihren Texten einleiteten, einerseits durch die Konstruktion einer Traditionslinie und andererseits – insbesondere bei Arendt – durch das Bewusstsein einer Krise der politischen Kategorie Autorität gekennzeichnet war. Theodor Eschenburg, Leonard Krieger, der mit Arendt gut befreundete Dolf Sternberger, Thomas Christiano und David Estlund folgten ihnen später nach. Gemeinsam ist diesen Positionen, dass sie sich nicht in ein konservativ-reaktionäres Lager einordnen lassen, sondern explizit auf die Entwicklung einer demokratischen Autorität zielen.
Rezipiert wurde der Essay Was ist Autorität? etwa auch von dem Politikwissenschaftler Martin Greiffenhagen, der sich Arendts Gedanken in einem Aufsatz über Konservativismus bereits 1961 anschloss.
Oliver Kohns, Martin Roussel und Till van Rahden haben 2015 Zweifel an Arendts These geäußert, dass ein von der römischen Auctoritas abgeleitetes Autoritätskonzept, dessen Nachwirkung in den politischen Diskussionen der Neuzeit kaum belegbar sei, als Antwort auf Orientierungskrisen der Gegenwart überhaupt geeignet sein könne. Andere dagegen, etwa Simone Rosa Miller, haben Autorität im Sinne von Arendts Definition auch in der Gegenwart sehr wohl produktiv am Werke gesehen.

## Ausgaben
- Was ist Autorität? In: Der Monat. Band 8, Nr. 89 (1955–1956), Februar 1956, S. 29–44.
- Was ist Autorität? In: Hannah Arendt (Hrsg.): Fragwürdige Traditionsbestände im Politischen Denken der Gegenwart. Europäische Verlagsanstalt, Frankfurt am Main 1957, S. 117–168. Online. Abgerufen am 2. Juli 2023.
- What Was Authority? In: Nomos. Yearbook of the American Society for Political and Legal Philosophy. Band 1, 1958, S. 81–112.
- What Is Authority? In: Hannah Arendt (Hrsg.): Between Past and Future. Eight Exercises in Political Thought. Viking Press, New York 1961, S. 91–141. Online. Abgerufen am 1. Juli 2023 (nur der Essay). Online. Abgerufen am 1. Juli 2023 (das ganze Buch: Between Past and Future. Six Exercises in Political Thought).
- What Is Authority? In: Hannah Arendt (Hrsg.): Between Past and Future. Eight Exercises in Political Thought. Faber & Faber, London 1961.
- Was ist Autorität? In: Ursula Ludz (Hrsg.): Zwischen Vergangenheit und Zukunft. Übungen im politischen Denken I. Piper, München 1994, ISBN 978-3-492-11421-9.